# Vilanova de la Barca
Vilanova de la Barca (spanisch Villanueva de la Barca) ist eine katalanische Gemeinde (Municipio) mit 1.107 Einwohnern (Stand: 2024) in der Provinz Lleida im Nordosten Spaniens. Sie ist Teil der Comarca Segrià. 

## Geographie
Vilanova de la Barca liegt etwa elf Kilometer nordöstlich vom Stadtzentrum von Lleida in einer Höhe von ca. 195 m am Segre. 

## Einwohnerentwicklung
| 1900 | 1930 | 1950 | 1970 | 1981 | 1991 | 2001 | 2011 | 2021 |
| ---- | ---- | ---- | ---- | ---- | ---- | ---- | ---- | ---- |
| 779  | 878  | 1030 | 976  | 889  | 870  | 915  | 1185 | 1127 |

## Sehenswürdigkeiten

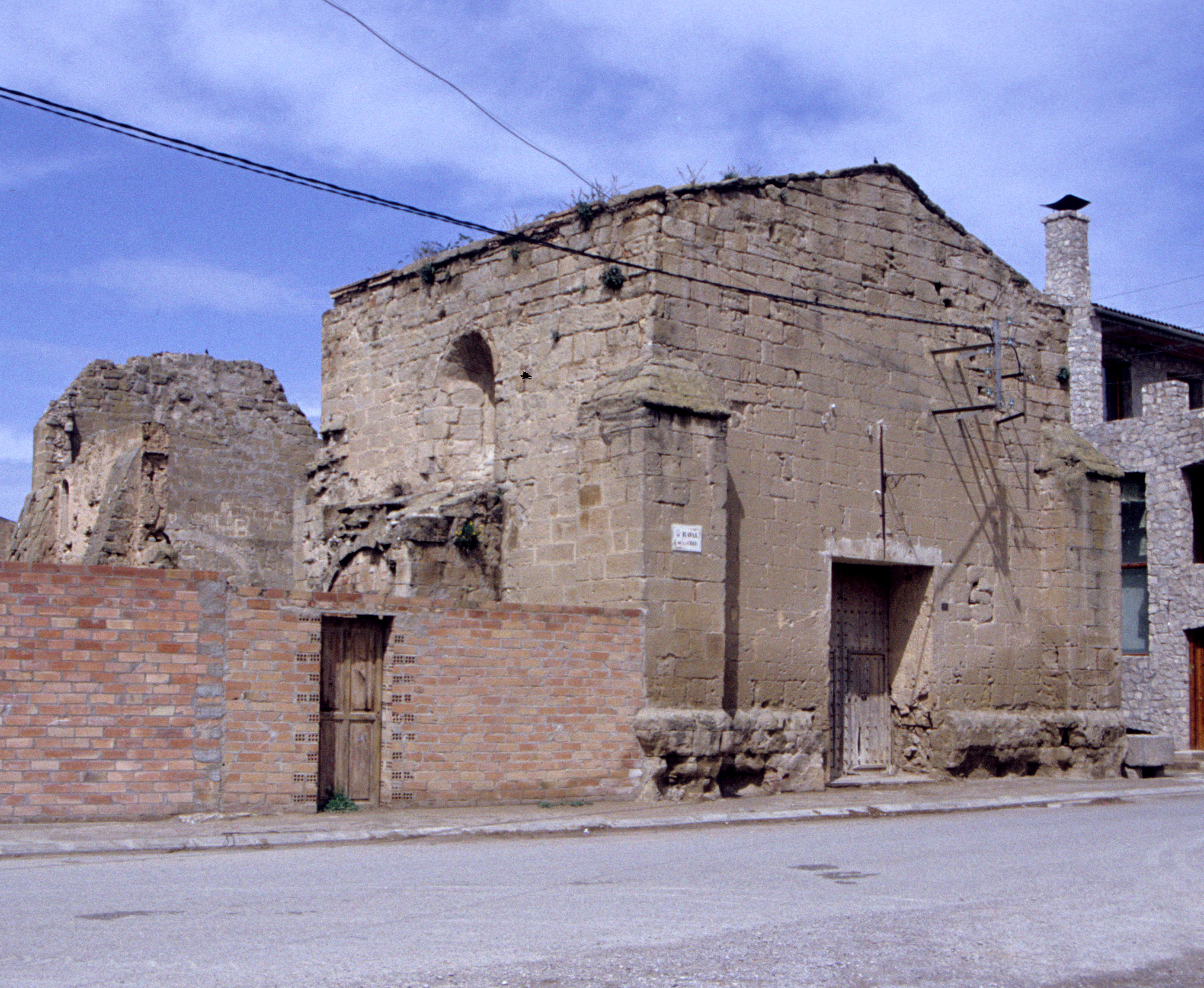
Marienkirche

- Marienkirche

c